# Nome della Repubblica Ceca
I nomi ufficiali formali e brevi della Repubblica Ceca alle Nazioni Unite sono rispettivamente Česká republika e Česko in lingua ceca, in lingua italiana rispettivamente Repubblica Ceca e Cechia (per l'ONU in lingua inglese the Czech Republic e Czechia).

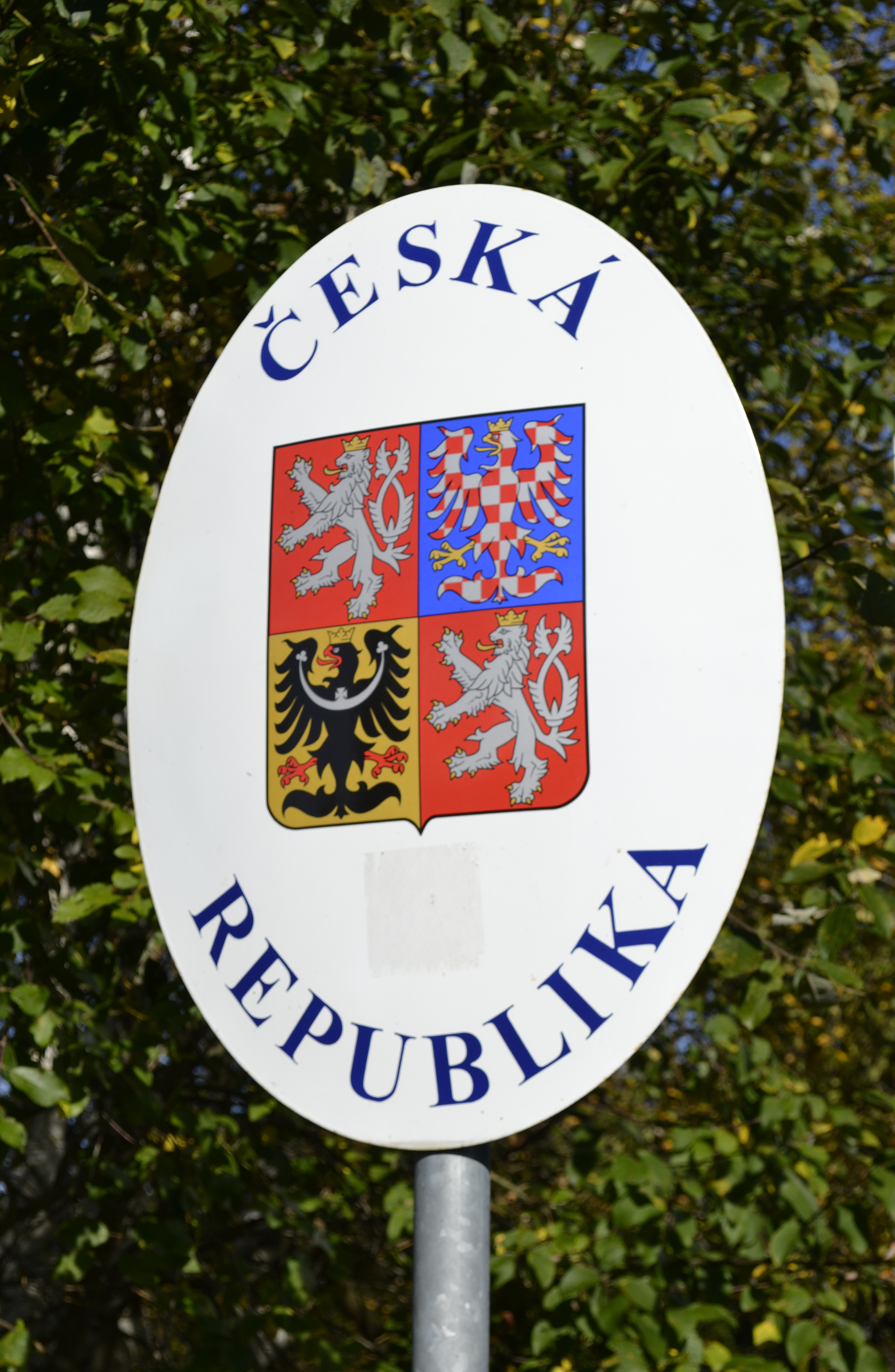
Cartello posto al confine della Repubblica Ceca con il nome del Paese scritto in forma estesa

Cechia è il nome breve ufficiale scelto dal governo ceco e consigliato da essi a livello internazionale, oltreché utilizzato dalle maggiori organizzazioni internazionali. Tuttavia, in diverse lingue è principalmente ancora diffusa la dizione estesa Repubblica Ceca in tutti i contesti. Altre lingue hanno un utilizzo maggiore della forma abbreviata analoga a Česko o Czechia (come in francese [la] Tchéquie  o in coreano 체스꼬  / Chesŭkko o 체코  / Chekho) sebbene le forme equivalenti a "Repubblica Ceca" non siano rare nemmeno in quelle lingue.

## Etimologia
I nomi ufficiali derivano dai cechi (in lingua ceca: Češi), l'etnia slava occidentale originaria delle terre ceche. La Boemia, la regione storica più occidentale e più grande delle terre ceche e della moderna Repubblica ceca, il cui nome ceco è Čechy, è infatti un esonimo derivato dal Boii, una tribù celtica che abitò la zona prima dell'arrivo dei primi slavi. Le Terre della Corona Boema (1348-1918) facevano parte del Sacro Romano Impero; spesso chiamati "le terre ceche", a volte si estendevano ulteriormente a tutta la Slesia, la Lusazia e vari territori minori. L'aggettivo ceco český  significa dunque sia "ceco" che "boemo".

## Nome in lingua ceca
Secondo la leggenda il nome deriva dal padre fondativo Čech che guidò la sua tribù slava in Boemia.
Diverse varianti furono utilizzate nel corso dei secoli per indicare il Paese, a causa dell'evoluzione della lingua ceca. Il digrafo "cž" fu usato nella Bibbia di Kralice dal XVI secolo fino alla riforma del 1842, venendo sostituito da "č" (cambiando Cžechy in Čechy). Alla fine del XIX secolo il suffisso per i nomi dei paesi cambiò da -y a -sko (es. Rakousy → Rakousko per l'Austria, Uhry → Uhersko per l'Ungheria) e coerentemente il paese diventò Česko, nome che apparve per la prima volta nel 1704 ma entrò in uso ufficiale solo nel 1918 come prima parte del nome della Cecoslovacchia appena diventata indipendente (nome nato dalla fusione di Česko e Slovensko). Al suo interno il 1º gennaio 1969 nacque la Repubblica Socialista Ceca (Česká socialistická republika, ČSR), che cessò di esistere alla dissoluzione della Cecoslovacchia nel cosiddetto "divorzio di velluto" del 1993, ma che già dal 6 marzo 1990 vide l'abolizione di "Socialista" dal nome diventando semplicemente Repubblica Ceca (Česká republika, ČR).
Dopo il 1993, la parte ceca del nome Cecoslovacchia doveva servire come nome del neonato Stato e infatti già da quell'anno, in conformità con la risoluzione n. 4 I. della conferenza delle Nazioni Unite sulla standardizzazione dei nomi geografici (Ginevra 1967) e con la risoluzione n. 2 III. della conferenza delle Nazioni Unite sulla standardizzazione dei nomi geografici (Atene 1977), il Comitato terminologico dell'Ufficio ceco per la rilevazione, mappatura, e Catasto in collaborazione con il Ministero degli affari esteri ceco standardizzò Cechia (Česko in lingua ceca). Tuttavia si generò una controversia negli anni 1990 su quale dovesse essere il nome comune del Paese. Le principali accuse alla versione corta Cechia erano la sua assenza della parola stessa nella Costituzione, sebbene neanche in quella della Cecoslovacchia era presente tale nome e nemmeno "Slovacchia" era presente nell'omologo neonato Stato nato a oriente. Altri contestavano la non necessità di un nome corto in quanto altri stati contenevano la parola Repubblica nel loro nome corrente, oppure altri ancora percepivano la parola Česko, che in precedenza solo raramente veniva usata da sola, come un suono aspro o come un residuo di Československo, o difficile da accettare internazionalmente perché poteva confondersi con la Cecenia. Il termine più antico Čechy venne invece respinto da molte persone, soprattutto nella regione storica della Moravia perché era principalmente associato alla Boemia vera e propria e usarlo per l'intero paese era considerato inappropriato. Tra gli oppositori nel 1993 c'era lo stesso primo presidente Vaclav Havel che disse "Le lumache mi si insinuano sulla pelle quando leggo o sento la parola Česko: sarò l'ultimo ad usarla".. Al contrario i promotori del nome breve manifestavano la necessità, come la maggioranza dei Paesi nel mondo, di avere un nome corto sia a livello locale sia internazionale, anche perché spesso chi usa un nome ufficiale come nome comune è spesso una dittatura. Da lì anche all'estero rimase comunque utilizzata la versione ufficiale estesa.
A partire già dagli anni 2000 comunque, secondo l'istituto nazionale per la lingua ceca, l'ostilità verso il nome geografico Cechia, diminuì sensibilmente. Sebbene poi come detto il nome fosse registrato ufficialmente sin dal 1993, il Presidente Miloš Zeman nel 2013 avviò una campagna per diffondere il nome breve Cechia localmente e internazionalmente, dicendo tra le altre cose: "Uso la parola Cechia perché suona più bello ed è più corto della fredda Repubblica Ceca". I governi cechi iniziarono, soprattutto a ufficializzarlo e invitare ogni organismo internazionale a utilizzare il nome Cechia.

## Adozione diCechiaa livello internazionale

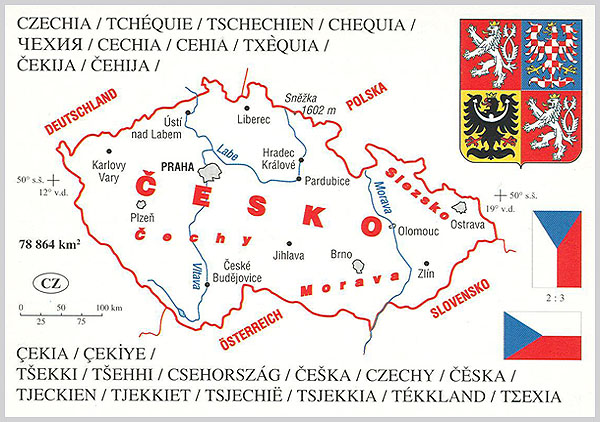
Mappa della Repubblica Ceca con scritto Cechia nelle 24 lingue ufficiali dell'Unione europea.

Oltre a Cechia, altri nomi suggeriti negli anni '90 furono Cecomoravia o, in lingua inglese, Czechlands. Non essendo prevalso alcun nome breve, venne utilizzato il nome intero anche nelle altre lingue. Già dai primi anni 2000 però emerse la questione: il responsabile dell'ufficio stampa presso l'ambasciata britannica a Praga, Giles Portman, manifestò la volontà di accettare il nome Cechia e disse "I cechi usano ancora il nome Česká republika piuttosto che Česko [...]. Se questo modello dovesse cambiare, non avremmo alcun problema ad adattarci di conseguenza. Ma sentiamo che l'iniziativa per quel cambiamento deve venire dalla parte ceca e non da noi".
Nel 2013, il presidente ceco Miloš Zeman  raccomandò un uso ufficiale più ampio del nome Cechia, e il 14 aprile 2016 il governo decise di rendere Cechia il nome ufficiale. Il nuovo nome è stato approvato dal gabinetto ceco il 2 maggio 2016 e registrato il 5 luglio 2016.  Nel novembre 2016 il Ministero degli Affari Esteri ha presentato raccomandazioni su come utilizzare il nome breve "Cechia" in contesti internazionali. Il 1º giugno 2017, il dipartimento di geografia della Facoltà di Scienze dell'Università Carolina di Praga ha organizzato una conferenza speciale per valutare l'avanzamento della proliferazione del nome.
Il nuovo nome breve è stato pubblicato nelle banche dati delle Nazioni Unite UNTERM e UNGEGN il 17 maggio 2016. Il 26 settembre 2016, l'Organizzazione internazionale per la standardizzazione ha incluso il nome breve Cechia nell'elenco ufficiale dei codici ISO 3166 del paese. Il nome Cechia e le sue rispettive traduzioni sono anche inclusi nella guida di stile interistituzionale dell'Unione Europea.
Le aziende tecnologiche multinazionali che hanno adottato il nome Cechia includono Google, Apple e Microsoft con Bing Maps. Successivamente anche il business network LinkedIn ha aggiornato le sue sedi in Cechia nell'ottobre 2020 e Microsoft ha aggiornato Microsoft Dynamics 365 Business Central al nome corto nel gennaio 2021.
Dal 2021 le varie federazioni sportive internazionali si sono adeguate aggiornando progressivamente la denominazione ufficiale da Repubblica Ceca a Cechia: la prima fu nel dicembre 2021 la Federazione internazionale di hockey su ghiaccio, poi da metà 2022, grazie anche a un incontro patrocinato dal governo ceco, la FIBA per il basket, l'IBF nel baseball, la World Rugby e via via tutti gli altri. La FACR, la Federcalcio ceca annunciò l'adozione dei nomi Česko (in lingua originale) e Czechia (in lingua inglese) il 24 maggio 2022 e le federazioni internazionali UEFA e FIFA si adeguarono tra settembre e ottobre dello stesso anno.
AP Stylebook, il manuale di stile dell'Associated Press,  aggiornò il 1º luglio 2022 la sua voce online indicando: «Cechia, Repubblica Ceca. Entrambi sono accettabili. Il nome più breve Cechia è preferito dal governo ceco. Se si utilizza Cechia, chiarire nella storia che il Paese è più ampiamente conosciuto in inglese come Repubblica Ceca.»
Dopo lo sport, a fine estate del 2022, anche i principali organi internazionali si sono adeguati alla nuova dicitura: l'elenco degli Stati membri delle Nazioni Unite fu aggiornato a Cechia (Czechia in inglese) e venne eliminata l'eccezione di mantenere il nome formale sulle targhe dei Paesi. In ottobre aggiornarono anche la NATO, la Banca mondiale, l'Unione europea e l'Unione postale universale, mentre a novembre 2022 il Comitato Olimpico Ceco ha chiesto al Comitato olimpico internazionale (CIO) di inserire il nome Cechia nel database dei Paesi nelle competizioni sportive. A partire dall'Eurovision Song Contest 2023, la nazione viene presentata al concorso con la forma corta Czechia.

## In lingua italiana
Nei paesi di lingua italiana la scelta di usare il nome geografico Cechia (in ceco: Česko) al posto della dizione ufficiale estesa dello Stato Repubblica Ceca (in ceco: Česká republika) è ancora poco frequente, come invece già accade in diverse lingue del mondo e come invita lo stesso governo ceco: Tschechien in tedesco; Českáin sloveno, croato, serbo, macedone, bosniaco; Čechija (traslitterato dal cirillico) in russo e in bulgaro; Çeki in albanese; Tjeckien in svedese; Tjekkiet in danese; Tsjechië in olandese.
Il nome utilizzato in italiano per l'Unione europea è Cechia, mentre i servizi quali l'ambasciata italiana nel Paese utilizzano più comunemente la versione estesa, sebbene anche nei documenti ufficiali incominci ad apparire anche la versione corta e analogamente avviene con le ambasciate ceche nei paesi di lingua italiana.
L'Accademia della Crusca nel 2016 si è limitata a far notare che entrambe le forme sono corrette coerentemente con l'etimologia delle due parole in lingua originale, con l’utilizzo della parola Cechia nelle sue varianti linguistiche nel mondo e riconoscendo il tentativo da parte dei governi cechi stessi nel diffondere la versione corta.

## Altre lingue
L'equivalente della forma abbreviata ceca Česko è in uso dalla maggior parte delle altre lingue. In alcuni casi (ad esempio il Czechy polacco, il Croato Češka  e il serbo Чешка/Češka) questa forma era stata storicamente utilizzata per la Boemia. Altre lingue hanno adottato nuove forme brevi come تشيكيا‎ Tshīkyā in arabo. Nella maggior parte dei casi, il nuovo modulo ha più o meno completamente sostituito il nome formale per la maggior parte degli usi. Tuttavia, l'uso in spagnolo e francese rimane misto, con le forme Chequia e Tchéquie usato solo occasionalmente insieme ai nomi formali più lunghi República Checa e République tchèque.